# 汪家訸
汪家訸（1915年—？），男，浙江德清人，中国经典力学家，曾任浙江大学教授。研究领域为分析力学、天体力学。著有《分析力学》、《分析动力学》等。